# Kirk Douglas
Pour les articles homonymes, voir Douglas.
Kirk Douglas (/kɝk ˈdʌɡləs/), né Issur Danielovitch Demsky le 9 décembre 1916 à Amsterdam dans l'État de New York et mort le 5 février 2020 à Beverly Hills en Californie, est un acteur, producteur, réalisateur et écrivain américain.
Figure majeure du cinéma américain, Kirk Douglas est un des acteurs les plus populaires au monde dans les années 1950 et 1960. Nombre de ses films deviennent des classiques, et il excelle dans tous les genres : le film noir (La Griffe du passé en 1947), la comédie (Au fil de l'épée en 1959), l'aventure (Vingt Mille Lieues sous les mers en 1954, Les Vikings en 1958), le western (Règlement de comptes à O.K. Corral en 1957), le péplum (Spartacus en 1960), les films de guerre (Les Sentiers de la gloire en 1957, Sept jours en mai en 1964, Les Héros de Télémark en 1965) et le drame (La Vie passionnée de Vincent van Gogh en 1956, Seuls sont les indomptés en 1962). Sur le plan physique, l'acteur est notamment reconnaissable à sa fossette très visible au menton.
Douglas tourne avec de nombreux réalisateurs réputés comme King Vidor, Howard Hawks, Vincente Minnelli, Otto Preminger, Billy Wilder, John Huston, Joseph L. Mankiewicz, Elia Kazan, Stanley Kubrick ou Brian De Palma.
Plusieurs films dans lesquels il joue abordent des thèmes sensibles, comme celui des cours martiales lors de la Première Guerre mondiale avec Les Sentiers de la gloire, qui est interdit à sa sortie dans beaucoup de pays européens. Dans le genre du western avec La Captive aux yeux clairs (1952), La Rivière de nos amours (1955) et Le Dernier Train de Gun Hill (1959), il tourne des films qui réhabilitent la figure de l'Amérindien et dénoncent le racisme. Connu pour son engagement démocrate, il est un producteur courageux à une époque où le cinéma américain est en proie au maccarthysme, notamment en engageant Dalton Trumbo, le scénariste figurant sur la « liste noire de Hollywood ».
Ambitieux, séducteur, mégalomane, il est l'un des acteurs américains qui ont le plus marqué la mémoire du public. Sa grande popularité ne s'est jamais démentie et il a fait partie des plus grandes légendes de l'Âge d'or hollywoodien. En 1999, l'American Film Institute le classe comme étant la 17e plus grande star masculine du cinéma américain de tous les temps. En France, les films dans lesquels il est apparu au cours de sa carrière ont réalisé au total plus de soixante millions d'entrées au box-office.
Après avoir pris sa retraite du cinéma en 2008, il s'occupa de sa fondation visant à apporter de l'aide aux enfants défavorisés, la « Douglas Foundation ». Il poursuivit également son travail d'écriture, et publia ses mémoires de 1988 à 2006.
Il est le père de l'acteur et producteur Michael Douglas.

## Biographie

### Famille et jeunesse

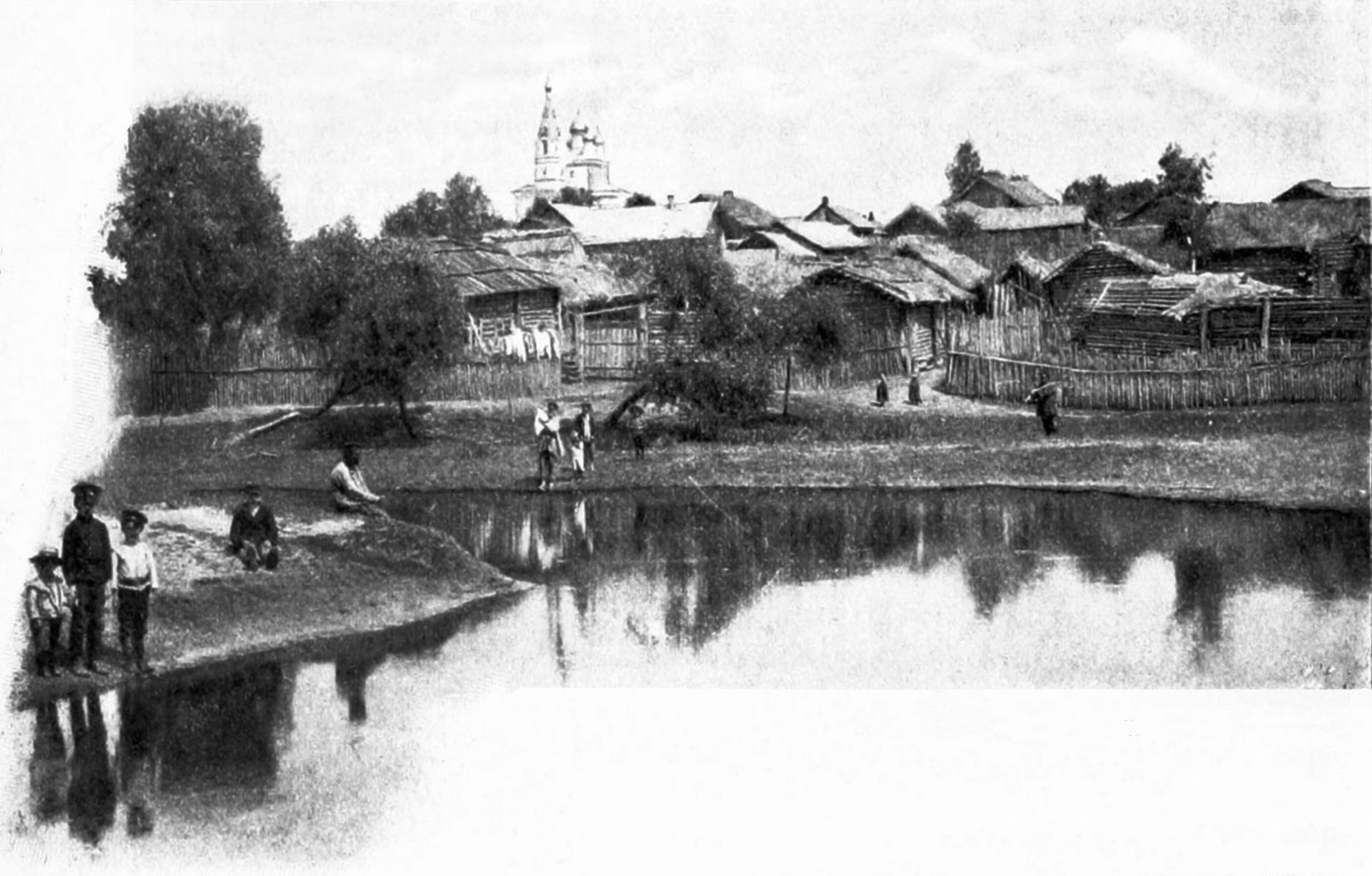
Vue du village avec en arrière-plan l'église orthodoxe Saint-Nicolas de Zaretcha à Tchavoussy, ville d'origine des Danielovitch (1905).

Issur Danielovitch (en yiddish : איסר דניאלאָוויטש ; biélorusse : Іссур Даніелавіч ; russe : Иссур Даниелович) est le quatrième enfant d'une famille qui en compte sept (il a six sœurs). Il est le fils de Bryna (« Bertha », née Sanglel) et de Herschel (« Harry ») Danielovitch (« Demsky »). Ses parents, immigrants juifs de Tchavoussy, en actuelle Biélorussie, ont fui le pays pour échapper à la pauvreté et à l'antisémitisme d’État de l'Empire russe.
Son oncle paternel, qui avait émigré auparavant, avait utilisé le nom de famille « Demsky », que la famille Danielovitch adopte ensuite aux États-Unis. En plus de leur nom de famille, ses parents changèrent leurs prénoms en Harry et Bertha. Issur adopte quant à lui le surnom d'« Izzy » : né sous le nom d'Issur Danielovitch, il grandit donc sous celui d'Izzy Demsky et ne changera son nom en Kirk Douglas qu'avant d'entrer dans l'armée américaine durant la Seconde Guerre mondiale,.
Son père, alcoolique et violent, est chiffonnier, et la famille vit pauvrement au 46 Eagle Street à Amsterdam, dans l'État de New York. Tout le monde parle yiddish à la maison,. Comme le jeune Izzy travaille bien au heder (école élémentaire traditionnelle juive), les Juifs de la communauté d'Amsterdam veulent qu'il devienne rabbin et collectent assez d'argent pour l'envoyer dans une yeshiva (école religieuse juive), ce qui est loin d'être le souhait du jeune garçon qui en fait des cauchemars.
C'est après avoir récité (en anglais) un poème à l'école et reçu des applaudissements que le jeune Issur décide de devenir acteur, une ambition non partagée par sa famille.
À l'Université St. Lawrence, il est victime d'ostracisme en raison de ses origines mais le jeune homme trouve une façon d'imposer le respect : la lutte.

### Débuts au cinéma

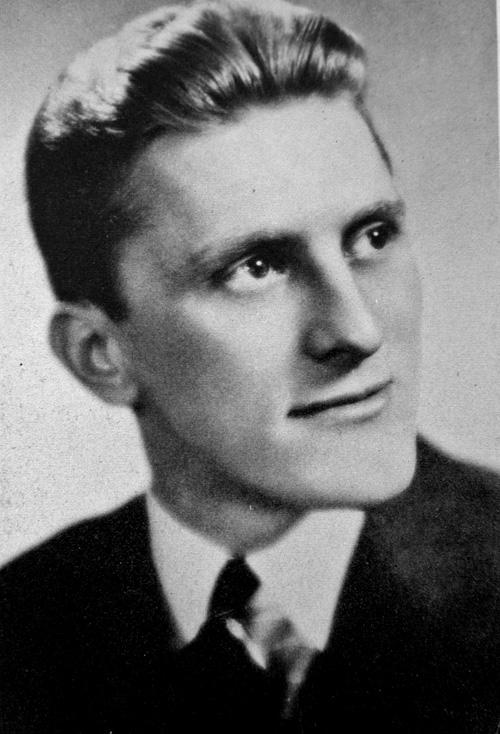
Kirk Douglas en 1939.

En juin 1939, il décide de partir à New York pour se former au métier de comédien. Au théâtre Tamarak, un ami lui suggère de changer son nom. On lui propose « Kirk » et un nom commençant par un D, « Douglas ». Il entre ensuite à l'académie américaine d'art dramatique et suit les cours de Charles Jehlinger (de). Il y rencontre aussi Diana Dill, sa future première femme, et la jeune Betty Bacall, future Lauren Bacall. Après quelques rôles mineurs dans les pièces Spring Again (novembre 1941) et Les Trois Sœurs (décembre 1942), il s'engage dans la marine. Peu avant de s'enrôler, il effectue une démarche de changement de nom : « Kirk Douglas », initialement son nom de scène, devient alors son nom d'état civil,.
Pendant la Seconde Guerre mondiale, il épouse Diana Dill.
Réformé à la suite d'une dysenterie chronique au printemps 1943, il retourne à New York, puis, de mars 1943 à juin 1945, il remplace sur scène Richard Widmark dans Kiss and Tell et en avril 1946 il joue dans Woman bites dog. Lauren Bacall, en intervenant auprès de Hal B. Wallis, lui permet d'obtenir le troisième rôle dans L'Emprise du crime où il joue le mari de Barbara Stanwyck. Il donne la réplique à Robert Mitchum dans La Griffe du passé et rencontre Burt Lancaster dans L'Homme aux abois. Alors qu'il est père de deux enfants et qu'il se sépare de sa femme, il prend le choix audacieux de tourner Le Champion (alors qu'on lui proposait une superproduction produite par la MGM). Sorti en juillet 1949, le film est un succès inespéré.

### Gloire internationale

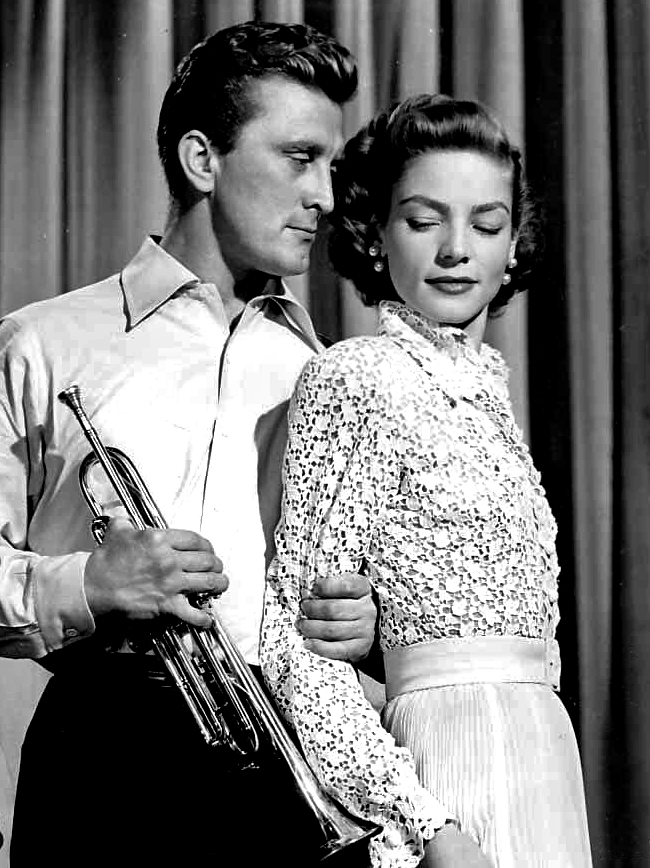
Kirk Douglas et Lauren Bacall dans La Femme aux chimères (1950).

Kirk Douglas signe alors un contrat avec la Warner et enchaîne plusieurs films (La Femme aux chimères, Le Gouffre aux chimères...) qui lui permettent de rencontrer et de séduire un grand nombre de stars féminines, dont Rita Hayworth ou Gene Tierney. Las de l'emprise du studio, il décide de ne pas renouveler son contrat après le film La Vallée des géants. Libre, il tourne un western de Howard Hawks, La Captive aux yeux clairs, puis Les Ensorcelés de Vincente Minnelli, film pour lequel il manque de remporter l'Oscar du meilleur acteur.
Pour les beaux yeux de l'actrice italienne Pier Angeli, il accepte un contrat de trois films qui l'amène en Europe. Le Jongleur, Un acte d'amour et enfin Ulysse des jeunes producteurs Dino De Laurentiis et Carlo Ponti. À cette époque, il rencontre Anne Buydens, une assistante dont il tombe amoureux et qu'il épouse le 29 mai 1954, la même année que la superproduction Disney Vingt mille lieues sous les mers. Après L'Homme qui n'a pas d'étoile, l'acteur à succès devient producteur et crée la Bryna, du nom de sa mère, et produit La Rivière de nos amours, un succès.
En 1955, il achète les droits du roman Lust for life et confie la réalisation à Vincente Minnelli. La Vie passionnée de Vincent van Gogh entraîne Kirk Douglas aux limites de la schizophrénie, l'acteur ayant du mal à entrer sans conséquences dans l'âme tourmentée du peintre. Là encore, il est nommé pour l'Oscar du meilleur acteur sans toutefois l'obtenir. Il tourne alors avec son ami Burt Lancaster un western de légende, Règlement de comptes à O.K. Corral. Sa composition du personnage de Doc Holliday reste dans toutes les mémoires. La même année, il s'investit dans la production et l'écriture d'un autre film de légende, Les Sentiers de la gloire qui permet à Stanley Kubrick de faire ses preuves. Le film ne rapporta pas beaucoup d'argent puisqu'interdit dans un grand nombre de pays européens. Avec la Bryna, il produit Les Vikings, fresque épique qui l'emmène tourner un peu partout dans le monde (dont en France). Le film avec Tony Curtis et Janet Leigh est un gros succès. L'année suivante, après le film Au fil de l'épée, sa mère meurt le jour de son anniversaire.

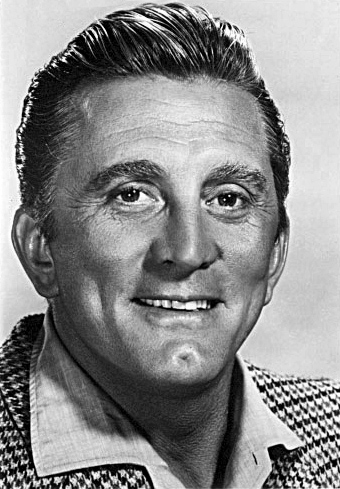
Kirk Douglas en 1969.

Vexé de ne pas avoir été choisi pour interpréter Ben-Hur, il choisit de faire son propre film épique en adaptant au cinéma l'histoire de Spartacus, l'esclave qui fit trembler Rome. Une préparation longue et compliquée, un tournage long et difficile (le réalisateur Anthony Mann est remplacé par Stanley Kubrick), mais un immense succès et un rôle qui place définitivement Kirk Douglas au panthéon des stars de Hollywood. En 1962, toujours sur un scénario de Dalton Trumbo, il interprète un cow-boy perdu dans le monde moderne dans Seuls sont les indomptés, son film préféré de toute sa carrière cinématographique. Il triomphe aussi au théâtre dans la pièce Vol au-dessus d'un nid de coucou, qu'il comptait jouer au cinéma. Après quelques échecs commerciaux, dont un ambitieux, Le Dernier de la liste, il revient aux films engagés avec Sept jours en mai. Dans Les Héros de Télémark il est un scientifique qui tente de stopper la progression industrielle allemande pendant la guerre. Sur la même période, il enchaîne avec Première Victoire et L'Ombre d'un géant. Après un petit rôle dans Paris brûle-t-il ? de René Clément, il retrouve John Wayne pour un western à succès La Caravane de feu.
En 1969, il tourne L'Arrangement sous la direction de Elia Kazan puis sous celle de Joseph L. Mankiewicz pour un western original et déroutant, Le Reptile aux côtés de Henry Fonda. Après une autre adaptation d'un roman de Jules Verne (assez sombre), Le Phare du bout du monde, Kirk Douglas décide de passer à la réalisation.

### Déclin progressif et retrait du cinéma

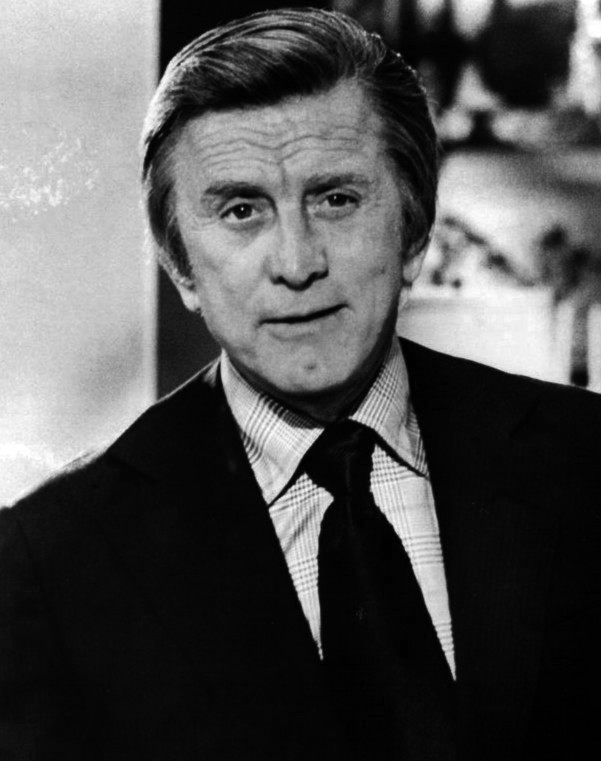
Kirk Douglas en 1975.

En 1973, Kirk Douglas réalise Scalawag, adapté de L'Île au trésor sur un sujet qu'il pense rentable avec un budget correct. Le tournage est catastrophique, comme en témoigne le journal de bord. Le film est un échec total. Deux ans plus tard, il réitère l'opération avec La Brigade du Texas (1975), western qui ne trouve pas son public. Ce dernier film l'incite à abandonner la réalisation.
Ne voulant plus tourner que des films qui l'intéressent, il produit Holocauste 2000 (1977), et Saturn 3 (1980), ce dernier étant nommé aux Razzie Awards. En 1978, Furie lui permet de se frotter au Nouvel Hollywood avec Brian De Palma, et Nimitz, retour vers l'enfer (1980) de retrouver le film de guerre, mâtiné cette fois de science-fiction.
En 1986, il retrouve son ami Burt Lancaster pour Coup double. Victime d'un grave accident d'hélicoptère en Californie, dont il réchappe miraculeusement, il réduit son activité cinématographique, freinée par une attaque cérébrale en 1996.
En 1999, Diamonds est l'occasion pour l'acteur de retrouver Lauren Bacall et de recevoir au festival de Deauville un hommage pour l'ensemble de sa carrière. Une attaque cardiaque en 2001 lui enlève tout espoir de retourner au cinéma ; il accepte de tourner dans Une si belle famille aux côtés de son ex-femme Diana, de leur fils Michael et leur petit-fils Cameron. Trois générations de Douglas sont réunies pour un film sorti de façon discrète et qui ne connaîtra pas un grand succès.
Depuis le milieu des années 1990, Kirk Douglas est fréquemment honoré dans le monde entier pour l'ensemble de sa carrière. Écrivain, il avait publié plusieurs ouvrages et se consacrait à sa fondation en faveur des enfants défavorisés. Il fête ses 100 ans le 9 décembre 2016 au Beverly Hills Hotel, entouré de sa famille et de deux amis de longue date, l'acteur Don Rickles et le réalisateur Steven Spielberg.

### Mort et obsèques
Kirk Douglas meurt dans la nuit du 5 février 2020 à l'âge de 103 ans à sa résidence de Beverly Hills,. Sa mort est annoncée par son fils Michael Douglas via ses pages Facebook et Instagram : « C’est avec une immense tristesse que mes frères et moi vous annonçons que Kirk Douglas nous a quittés aujourd’hui à l’âge de 103 ans. »
À la suite de cette annonce, les hommages se multiplient à Hollywood. Pour le réalisateur Steven Spielberg, « Kirk a gardé son charisme de star de cinéma jusqu’à la fin de sa vie merveilleuse », alors que Danny DeVito se souvient d'un homme avec qui il était « chouette de traîner ». L'acteur Arnold Schwarzenegger, qui avait tourné avec Kirk Douglas dans le film Cactus Jack, salue son impact et le qualifie de « héros ». L'actrice Catherine Zeta-Jones, belle-fille de Kirk Douglas, s'adresse directement à lui dans son hommage : « Je t'aimerai pour le reste de ma vie. » L'acteur Mark Hamill salue quant à lui « l'une des plus grandes stars de tous les temps ».
D'autres personnalités et confrères du cinéma ont également honoré la mémoire de Kirk Douglas à la suite de sa mort, parmi lesquelles Sylvester Stallone, William Shatner, Jamie Lee Curtis ou encore Bette Midler. Des fans ont également déposé des bouquets de fleurs sur son étoile du Hollywood Walk of Fame qu'il avait reçue en 1960.
Ses obsèques ont lieu le 7 février 2020 au Westwood Village Memorial Park Cemetery à Los Angeles dans l'intimité familiale. La seule personnalité du cinéma invitée à la cérémonie est le réalisateur Steven Spielberg, ami de la famille.

### Vie privée

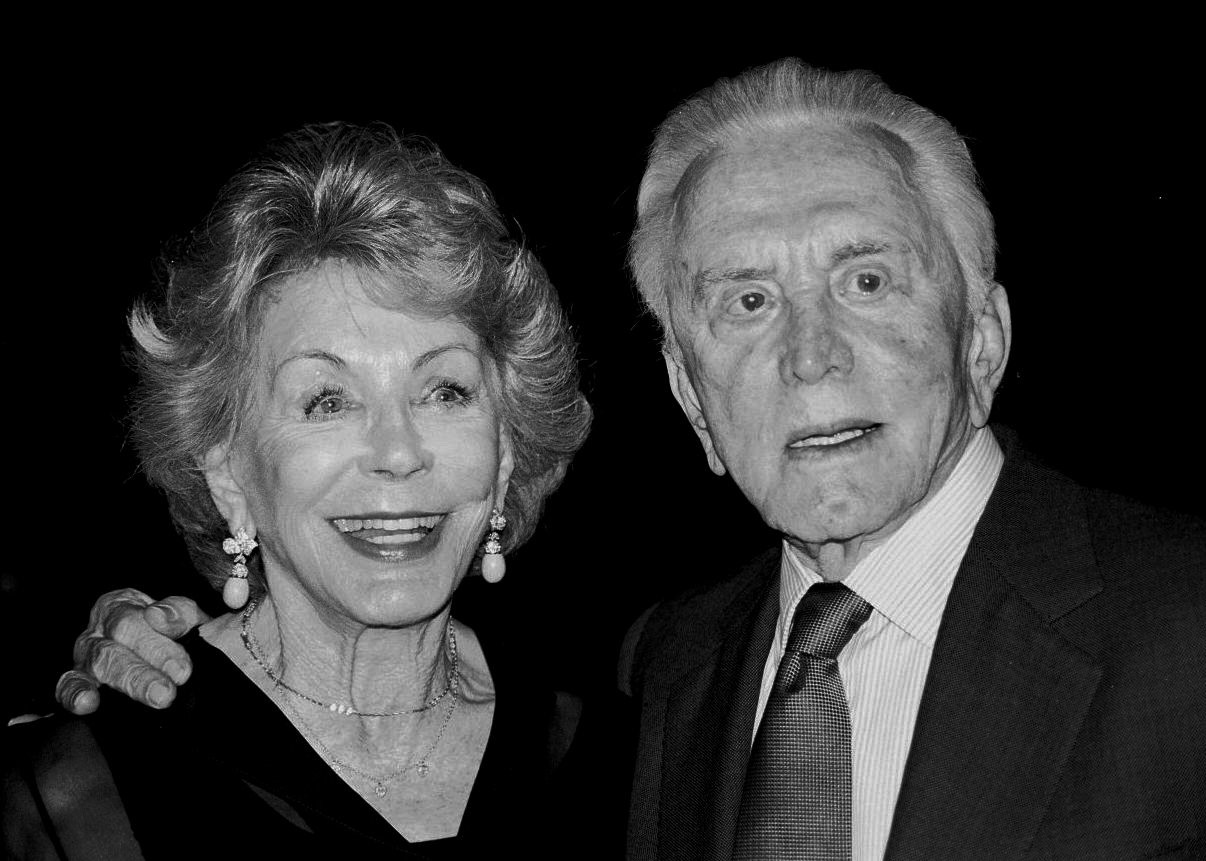
Anne Buydens et Kirk Douglas en 2003 lors de la cérémonie des Jefferson Awards.

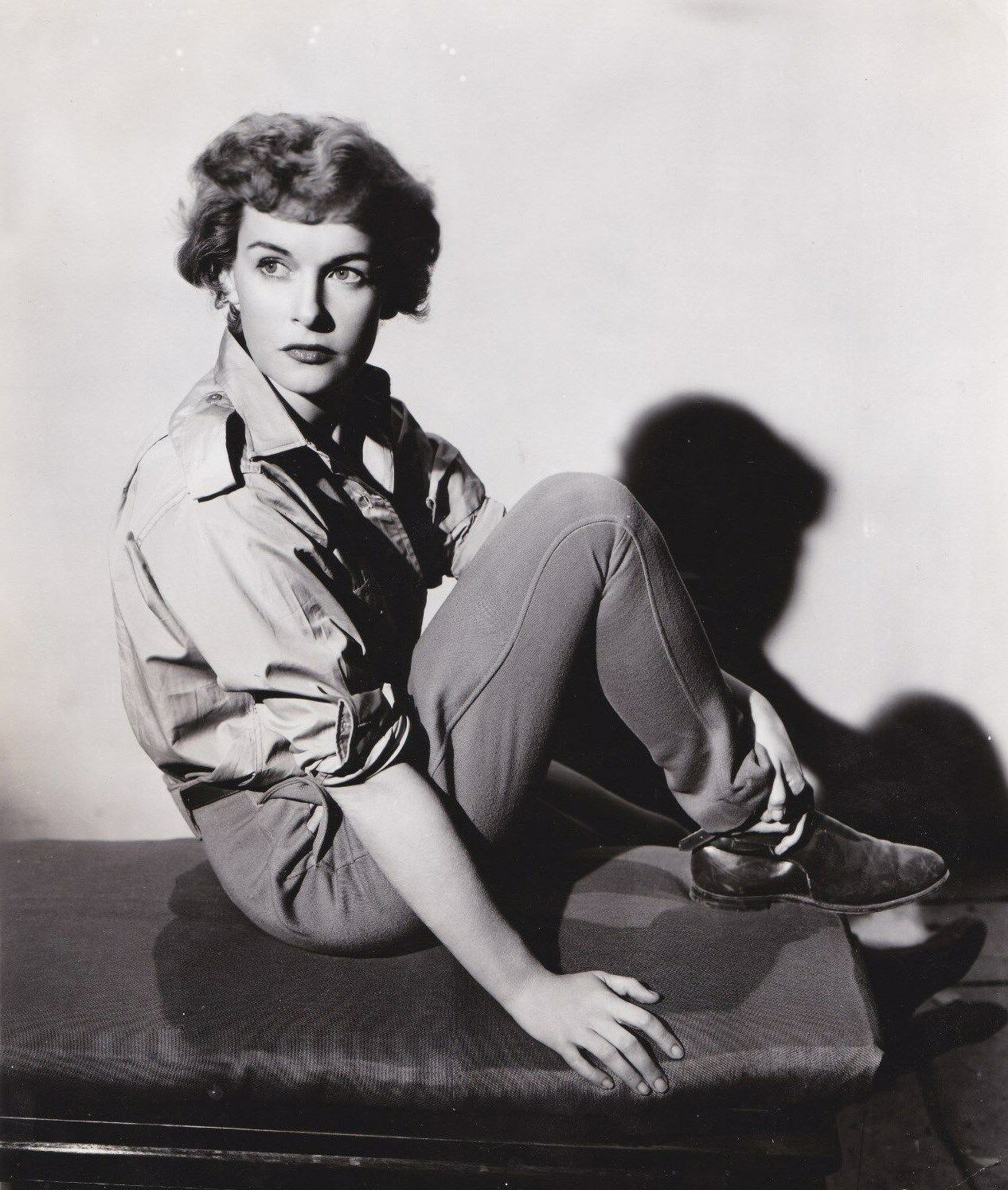
Diana Douglas, 1950

Kirk Douglas s'est marié deux fois : la première fois avec Diana Dill (née le 22 janvier 1923, divorcée en 1951 et morte le 3 juillet 2015) avec qui il a eu deux fils, l'acteur Michael Douglas et Joel Douglas ; la seconde fois, en 1954, avec la Belge francophone Anne Buydens (née Hannelore Marx le 23 avril 1919 et morte le 29 avril 2021 à l'âge de 102 ans) avec qui il a eu également deux fils, le producteur Peter Vincent Douglas, né le 23 novembre 1955, et l'acteur Eric Douglas, né le 21 juin 1958 et mort le 6 juillet 2004 d'une surdose.

#### Religion
Issu d'une famille juive, en 1999, à l'âge de 83 ans, Kirk célèbre pour la deuxième fois sa Bar-mitsvah : l’acteur explique que, dans la tradition juive, un homme a vécu sa vie à 70 ans. « Par conséquent j’ai de nouveau 13 ans. » Précédemment, Douglas avait renoué avec son héritage juif après un grave accident d'hélicoptère, alors qu'il était âgé de 74 ans, en comprenant alors qu'« il n'est pas nécessaire d'être rabbin pour être juif ». Quelques années plus tard, pour également épouser la religion de son mari, Anne Buydens se convertit au judaïsme en 2004, lors du renouvellement de leurs vœux de mariage.
Douglas remarque qu'un thème sous-jacent de certains de ses films dont The Juggler (1953), Cast a Giant Shadow (1966) et Remembrance of Love (en) (1982), évoquent « un Juif qui ne se considère pas comme tel puis finit par trouver sa judéité ». The Juggler d'Edward Dmytryk étant le premier long métrage hollywoodien à être tourné dans le nouvel État d'Israël, le producteur du film, Stanley Kramer, tente d'y dépeindre « Israël comme la réponse héroïque des Juifs à la destruction d'Hitler ». Quand Kirk Douglas s'y rend pour y tenir le premier rôle, il voit dans le nouveau pays « l'extrême pauvreté et la nourriture rationnée » mais il trouve « merveilleux, enfin, d'être majoritaire »,.

#### Descendance
De son vivant, Kirk Douglas a sept petits-enfants (trois enfants de Michael Douglas, dont l’aîné Cameron Douglas est également acteur, et quatre enfants de Peter Douglas). Il a une arrière-petite-fille (un enfant de Cameron Douglas, son petit-fils).

#### Langues
Outre le yiddish et l'anglais, Kirk Douglas parlait français, une langue qu'il avait apprise en 1953 pour les besoins de la version française du film Un acte d'amour,, comme il l'explique dans son autobiographie :
«  Je trouvai un professeur de français. Nous travaillions deux heures par jour, six jours par semaine, sur un Assimil. […] Au bout de deux mois, je parlais le français couramment et pouvais lire les journaux. »
Après son mariage avec Anne Buydens, il a continué à pratiquer le français, jusqu'à le parler très couramment,. Toutefois, il a été doublé dans les versions françaises de ses films à cause de son accent.

## Filmographie

### Cinéma

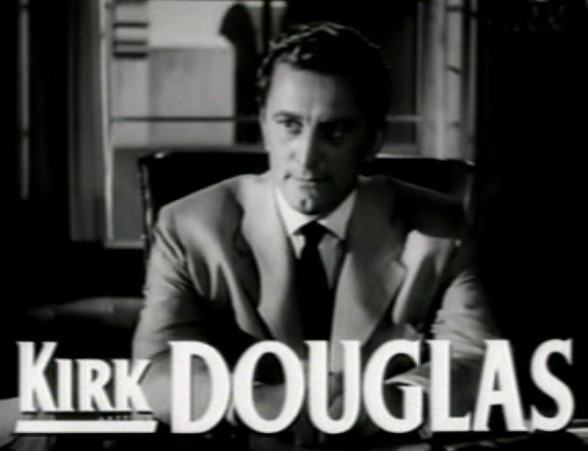
Dans Les Ensorcelés (1952).

#### Années 1940
- 1946 : L'Emprise du crime (The Strange Love of Martha Ivers) de Lewis Milestone : Walter O'Neil
- 1947 : Le deuil sied à Électre (Mourning Becomes Electra) de Dudley Nichols : Peter Niles
- 1947 : La Griffe du passé ou Pendez-moi haut et court (Out of the Past)  de Jacques Tourneur : Whit
- 1948 : L'Homme aux abois (I Walk Alone) de Byron Haskin : Nole Turner
- 1948 : La Ville empoisonnée (The Walls of Jericho) de John M. Stahl : Tucker Wedge
- 1948 : Ma chère secrétaire (My Dear Secretary) de Charles Martin : Owen Waterbury
- 1949 : Chaînes conjugales (A Letter to Three Wives) de Joseph L. Mankiewicz : George Phipps
- 1949 : Le Champion (Champion) de Mark Robson : Midge

#### Années 1950

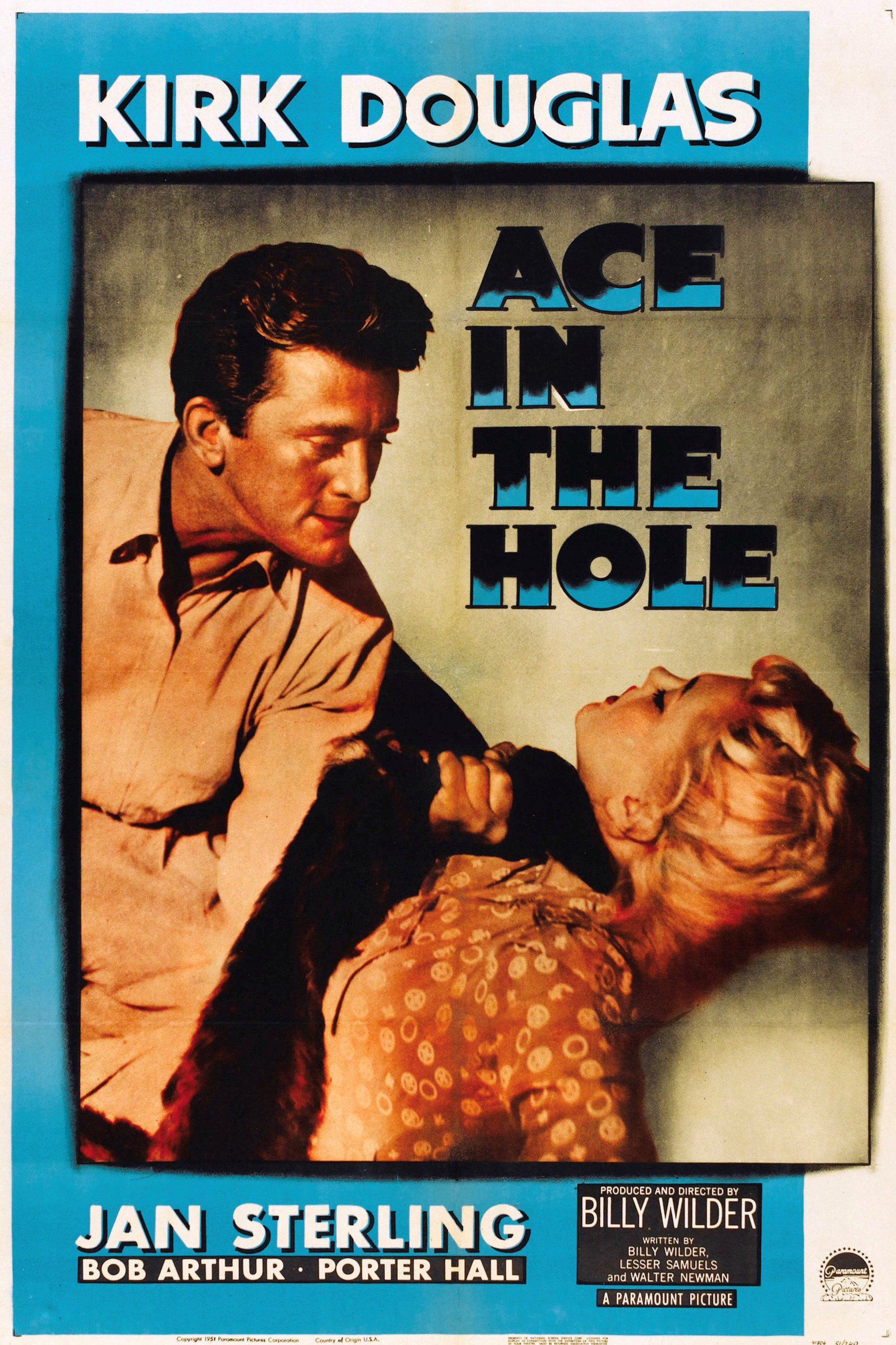
Affiche de Ace in the Hole (1951)

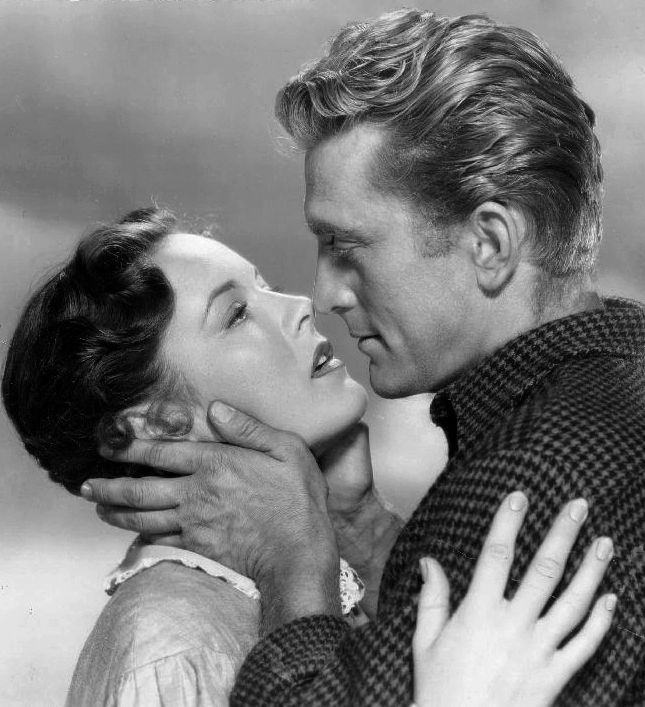
Avec Eve Miller dans La Vallée des géants (1952).

- 1950 : La Femme aux chimères (Young Man with a Horn) de Michael Curtiz : Rick Martin
- 1950 : La Ménagerie de verre (The Glass Menagerie) d'Irving Rapper : Jim O'Connor
- 1951 : Une corde pour te pendre (Along the Great Divide) de Raoul Walsh : Marshal Len Merrick
- 1951 : Le Gouffre aux chimères (Ace in the Hole) de Billy Wilder : Chuck Tatum
- 1951 : Histoire de détective (Detective Story) de William Wyler : Det. James McLeod
- 1952 : La Vallée des géants (The Big Trees) de Felix E. Feist : Jim Fallon
- 1952 : La Captive aux yeux clairs (The Big Sky) de Howard Hawks : Jim Deakins
- 1952 : Les Ensorcelés (The Bad and the Beautiful) de Vincente Minnelli : Jonathan Shields
- 1953 : Histoire de trois amours (The Story of Three Loves) de Vincente Minnelli et Gottfried Reinhardt : Pierre Narval
- 1953 : Le Jongleur (The Judger) d'Edward Dmytryk : Hans Muller
- 1953 : Un acte d'amour (Act of Love) d'Anatole Litvak : Robert Teller
- 1954 : Vingt Mille Lieues sous les mers (20,000 Leagues Under the Sea) de Richard Fleischer : Ned Land
- 1954 : Ulysse (Ulysses) de Mario Camerini : Ulysse
- 1955 : Le Cercle infernal (The Racers) d'Henry Hathaway : Gino Borgesa
- 1955 : L'Homme qui n'a pas d'étoile (Man Without a Star) de King Vidor : Dempsey Rae
- 1955 : La Rivière de nos amours (The Indian Fighter) de André de Toth : Johnny Hawks
- 1956 : La Vie passionnée de Vincent van Gogh (Lust for Life) de Vincente Minnelli et George Cukor : Vincent van Gogh
- 1957 : Affaire ultra-secrète (Top Secret Affair) de H. C. Potter : le général de division Melville A. Goodwin
- 1957 : Règlements de comptes à O.K. Corral (Gunfight at the O.K. Corral) de John Sturges : Doc Holliday
- 1957 : Les Sentiers de la gloire (Paths of Glory) de Stanley Kubrick : le colonel Dax
- 1958 : Les Vikings (The Vikings) de Richard Fleischer : Einar
- 1959 : Le Dernier Train de Gun Hill (Last Train from Gun Hill) de John Sturges : Matt Morgan
- 1959 : Au fil de l'épée (The Devil's Disciple) de Guy Hamilton : Richard Dudgeon
- 1959 : Premier Khrushchev in the USA (documentaire)

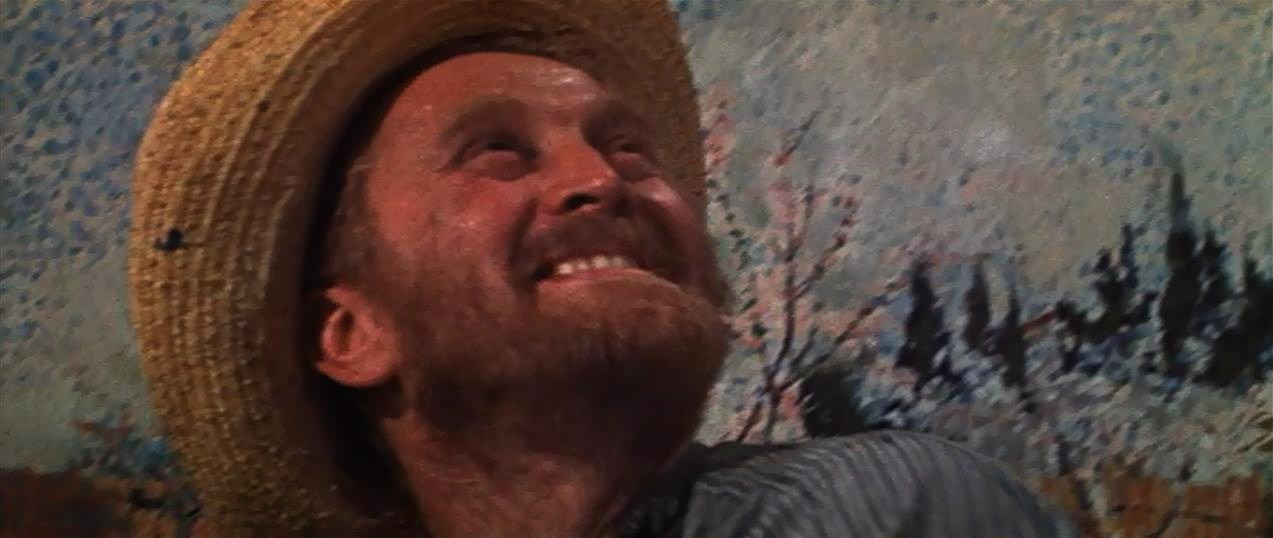
Kirk Douglas en Vincent Van Gogh (1956)

#### Années 1960

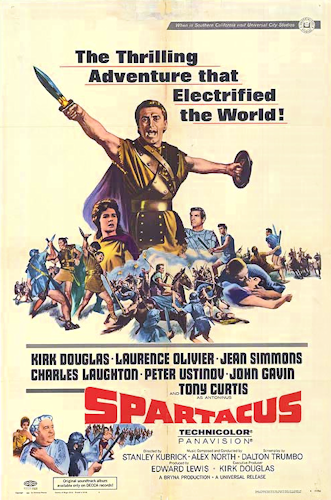
Affiche de Spartacus (1960).

- 1960 : Liaisons secrètes (Strangers When We Meet) de Richard Quine : Larry Coe
- 1960 : Spartacus (aussi producteur exécutif) de Stanley Kubrick : Spartacus
- 1961 : Ville sans pitié (Town Without Pity) de Gottfried Reinhardt : Steve Garrett
- 1961 : El Perdido de Robert Aldrich : Brendan "Bren" O'Malley
- 1962 : Seuls sont les indomptés (Lonely Are the Brave) de David Miller : John W. "Jack" Burns
- 1962 : Quinze Jours ailleurs (Two Weeks in Another Town) de Vincente Minnelli : Jack Andrus
- 1963 : Un homme doit mourir (The Hook) de George Seaton : le sergent P.J. Briscoe
- 1963 : Le Dernier de la liste (The List of Adrian Messenger) de John Huston : George Brougham / le vicaire Atlee / M. Pythian / Arthur Henderson
- 1963 : Trois Filles à marier (For Love or Money) de Michael Gordon : Deke Gentry
- 1964 : Sept Jours en mai (Seven Days in May) de John Frankenheimer : le colonel Martin "Jiggs" Casey
- 1965 : Les Héros de Télémark (The Heroes of Telemark) d'Anthony Mann : le docteur Rolf Pedersen
- 1965 : Première Victoire (In Harm's Way) d'Otto Preminger : le commandant Paul Eddington
- 1966 : L'Ombre d'un géant (Cast a Giant Shadow) de Melville Shavelson : le colonel David "Mickey" Marcus
- 1966 : Paris brûle-t-il ? de René Clément : le général George Patton
- 1967 : La Route de l'Ouest (The Way West) d'Andrew V. McLaglen : le sénateur William J. Tadlock
- 1967 : La Caravane de feu (The War Wagon) de Burt Kennedy : Lomax
- 1968 : Rowan & Martin at the Movies (court métrage)
- 1968 : Once Upon a Wheel (documentaire)
- 1968 : Un détective à la dynamite (A Lonely Way to Die)  de David Lowell Rich : Jameson Schuyler
- 1968 : Les Frères siciliens (The Brotherhood) de Martin Ritt : Frank Ginetta (également producteur)
- 1969 : L'Arrangement (The Arrangement) d'Elia Kazan : Eddie Anderson

#### Années 1970
- 1970 : Le Reptile (There Was a Crooked Man...) de Joseph L. Mankiewicz : Paris Pitman, Jr.
- 1971 : Les Doigts croisés (To Catch a Spy) de Dick Clement : Andrej
- 1971 : Le Phare du bout du monde (The Light at the Edge of the World) de Kevin Billington : Will Denton (également producteur)
- 1971 : Dialogue de feu (A Gunfight) de Lamont Johnson : Will Tenneray
- 1972 : Un homme à respecter (The Master Touch) de Michele Lupo : Steve Wallace
- 1973 : Le Trésor de Box Canyon (Scalawag) de lui-même : Peg
- 1975 : Une fois ne suffit pas (Once Is Not Enough) de Guy Green : Mike Wayne
- 1975 : La Brigade du Texas (Posse) de lui-même : Howard Nightingale (également producteur)
- 1977 : Holocauste 2000 d'Alberto De Martino : Robert Caine
- 1978 : Furie (The Fury) de Brian De Palma : Peter Sandza
- 1979 : Cactus Jack (The Villain) de Hal Needham : Cactus Jack

#### Années 1980
- 1980 : Saturn 3 de Stanley Donen : Adam
- 1980 : Home Movies de Brian De Palma : le docteur Tuttle, alias "le maestro"
- 1980 : Nimitz, retour vers l'enfer (The Final Countdown) de Don Taylor : le capitaine Matthew Yelland
- 1982 : L'Homme de la rivière d'argent (The Man from Snowy River) de George Miller : Harrison/Spur
- 1983 : Un flic aux trousses (Eddie Macon's Run) de Jeff Kanew : Carl "Buster" Marzack
- 1986 : Coup double (Tough Guys) de Jeff Kanew : Archie Long

#### Années 1990 et 2000
- 1991 : L'embrouille est dans le sac (Oscar) de John Landis : Eduardo Provolone
- 1991 : Veraz de Xavier Castano : Quentin
- 1994 : A Century of Cinema de Caroline Thomas (documentaire)
- 1994 : Greedy de Jonathan Lynn : oncle Joe
- 1999 : Diamonds de John Mallory Asher : Harry Agensky
- 2003 : Une si belle famille de Fred Schepisi : Mitchell Gromberg
- 2004 : Illusion de Michael A. Goorjian : Donald Baines

### Télévision
- 1954 : The Jack Benny Program (série) : Kirk
- 1966 : L'Extravagante Lucie : Kirk Douglas
- 1968 : The Legend of Silent Night (en) (téléfilm) de Daniel Mann : le narrateur
- 1972 : The Special London Bridge Special (en) (téléfilm) : l'indien combattant
- 1973 : Dr Jekyll and Mr. Hyde (téléfilm) : le docteur Jekyll/Mr. Hyde
- 1974 : Pris au piège (Mousey) (téléfilm) : George Anderson
- 1976 : Victoire à Entebbé (Victory an Entebbe) (téléfilm) : Hershel Vilnofsky
- 1976 : Les Hommes d'argent (Arthur Hailey's the Moneychangers) (série) : Alex Davenport
- 1982 : Remembrance of Love (en) (téléfilm) : Joel Rabin
- 1984 : Le Duel des héros (Draw!) (téléfilm) : Harry H. Holland
- 1985 : Meurtre au crépuscule (Amos) (téléfilm) : Amos Lasher
- 1987 : Queenie, la force d'un destin de Larry Peerce : David Konig
- 1988 : Procès de singe (en) (Inherit the Wind), téléfilm de David Greene : Matthew Harrison Brady
- 1991 : Les Contes de la crypte : le général Kalthrob
- 1992 : The Secret (téléfilm) : Mike Dunmore
- 1994 : Take Me Home Again (téléfilm) : Ed Reece
- 1996 : Les Simpson : Chester J. Lampwick
- 2000 : Les Anges du bonheur : Ross Burger
- 2008 : Meurtres à l'Empire State Building : Jim Kovalski

## Engagement politique

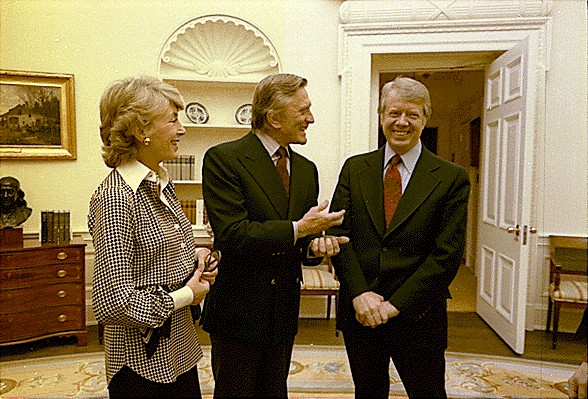
Kirk Douglas, son épouse Anne Buydens et le président américain Jimmy Carter le 16 mars 1978.

L'image de Kirk Douglas est indéniablement liée à la politique, puisqu'il fut un producteur audacieux et très souvent engagé. Démocrate affirmé, il a voyagé dans le monde entier pour le compte des gouvernements successifs sous l'impulsion du président Kennedy. Bien que démocrate, il fut reçu par l'ancien acteur Ronald Reagan à la Maison-Blanche et fut proche de sa femme, Nancy.

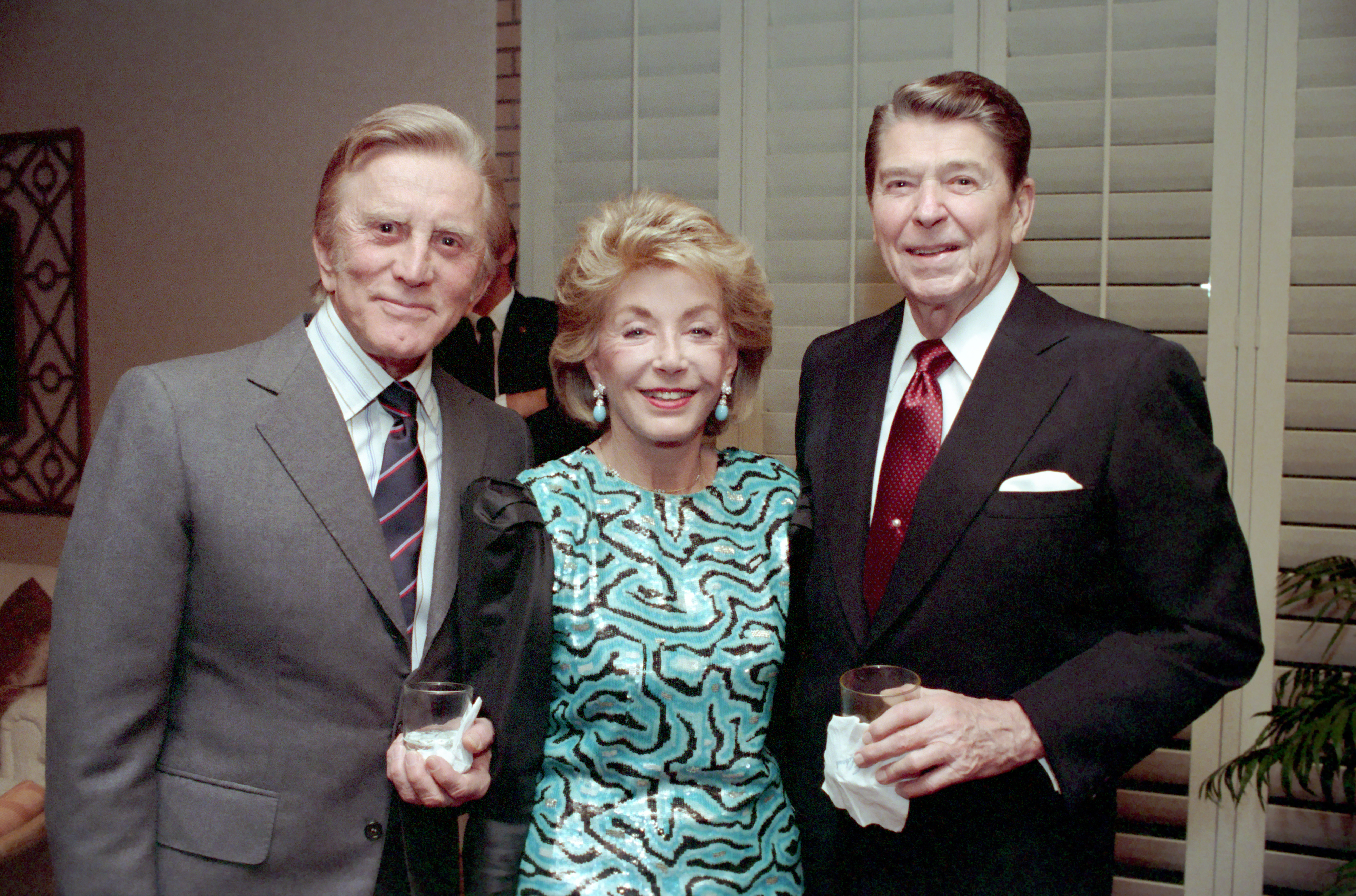
Kirk Douglas, son épouse Anne et le président des États-Unis Ronald Reagan le 30 décembre 1987.

Au cinéma, dans le western, il prend la défense des Indiens : La Captive aux yeux clairs d'Howard Hawks en 1952, La Rivière de nos amours d'André de Toth en 1955 et Le Dernier Train de Gun Hill de John Sturges en 1959. Évoquant la Première Guerre mondiale, il fustige l'imbécilité meurtrière des militaires avec Les Sentiers de la gloire de Stanley Kubrick en 1958. Il produit aussi un thriller politique avec Sept jours en mai en 1964. Le film raconte le coup d'État d'un général d'extrême droite qui tente de renverser le gouvernement démocrate américain, désireux de signer un traité de paix avec l'URSS.
Sa collaboration avec le scénariste Dalton Trumbo (victime de la liste noire et que défend Kirk Douglas pour qu'il soit signé au générique de Spartacus, dans le contexte du maccarthysme) s'étend sur trois films : Spartacus (1960), El Perdido (The Last Sunset) en 1961 et Seuls sont les indomptés (1962). Ce dernier film est le préféré de Kirk Douglas.
En septembre 2016, alors qu'il s'apprête à fêter ses 100 ans, l'ancien acteur publie une tribune intitulée « La route à suivre », dans laquelle il évoque son passé pour souligner les similitudes entre la Grande Dépression, la montée du nazisme et « la stratégie de la peur » mise en œuvre par le candidat Donald Trump, et cherche à alerter l'opinion sur les dangers d'une répétition d'un désastre historique,.

## Écriture

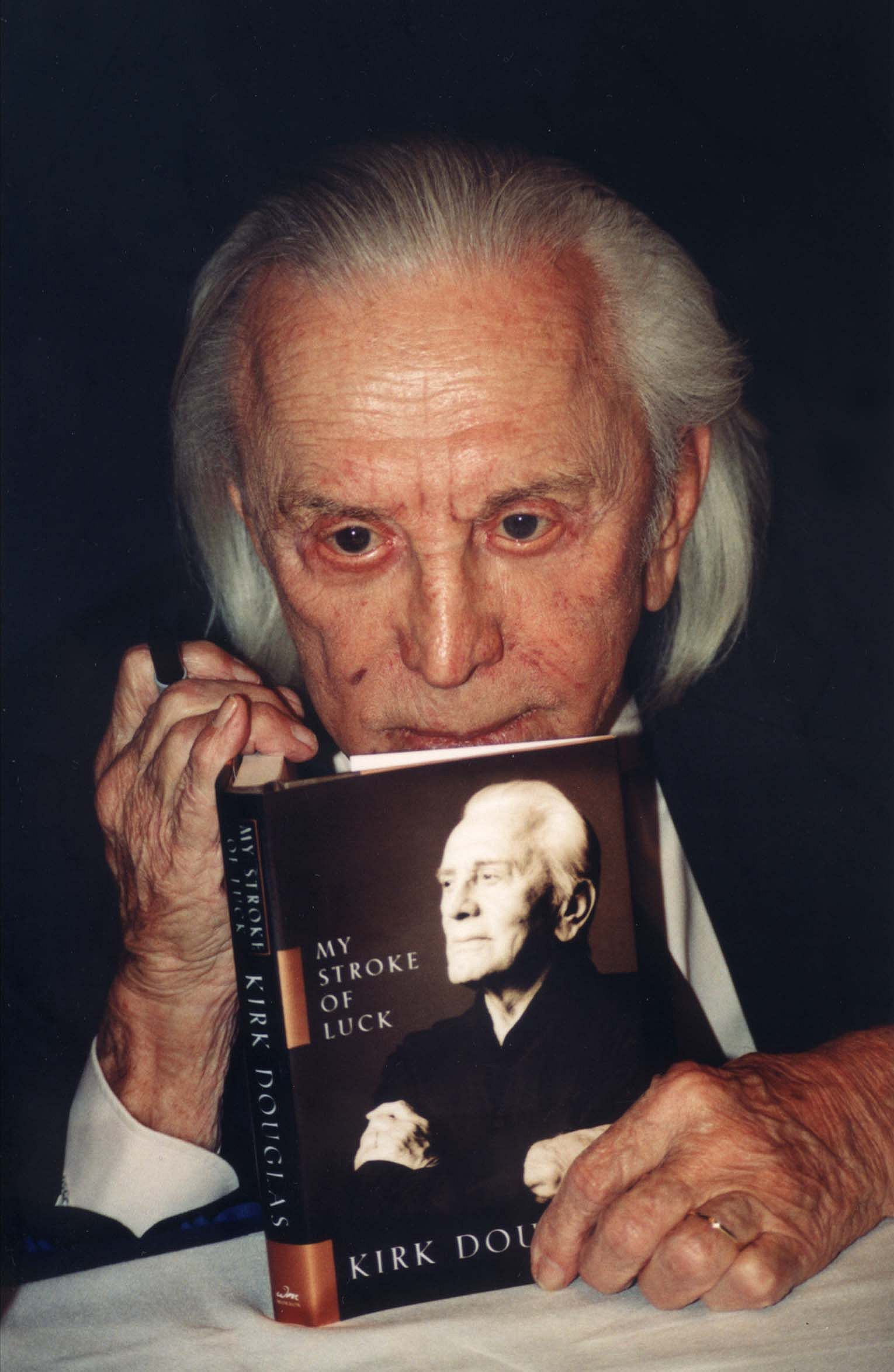
Kirk Douglas tenant son livre My Stroke of Luck (2002).

Outre quelques romans de fiction (The Gift, Last tango in Brooklyn, Dance with the Devil), Kirk Douglas publie la première partie de son autobiographie, Le Fils du chiffonnier, en 1988.
Douglas se décrit étouffé par une multitude de grandes sœurs et en quête pathétique de reconnaissance vis-à-vis d'un père indifférent. Le ton est souvent critique et caustique envers lui-même. Il y raconte de nombreux tournages, des anecdotes sur les vedettes américaines, ses joies et ses colères. Son cœur abrite toujours Issur Danielovitch Demsky, le fils du chiffonnier. C'est ce que ce livre démontre. Derrière la vedette du cinéma américain se cache le petit garçon peureux. L'ouvrage est un succès mondial lors de sa sortie[réf. souhaitée].
La deuxième partie, Climbing The Mountain: My Search For Meaning, parue en 2000, est un texte sur la découverte par l'acteur de sa propre judéité après un accident aérien.
La troisième partie, My Stroke Of Luck, en 2002, raconte l'accident vasculaire cérébral dont il est victime en 1996. Diminué et incapable d'émettre le moindre mot, il raconte la violente dépression qui suivit et la redécouverte de l'amour, de la vie et des siens. Le livre se clôt par un « Manuel de survie ».

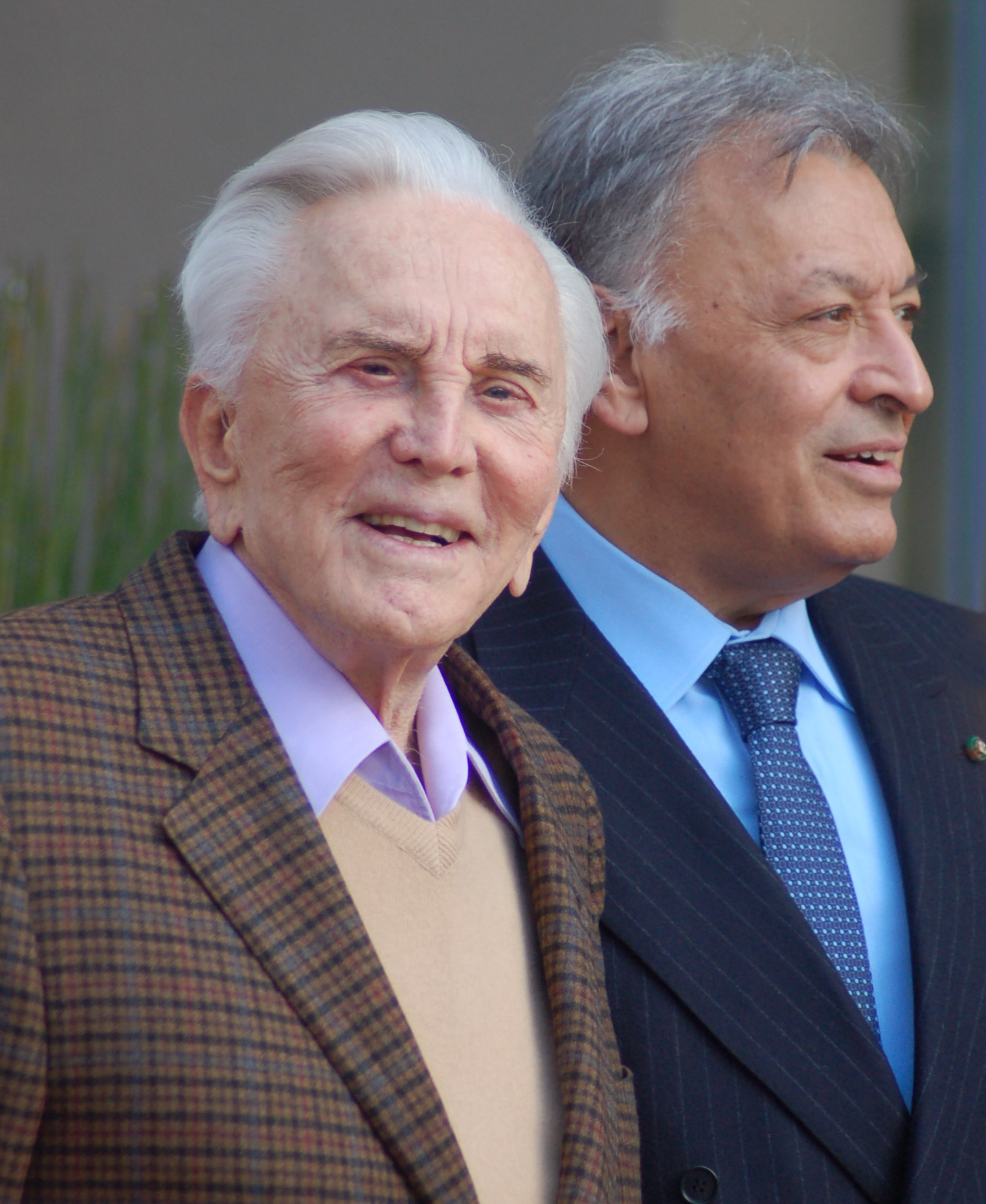
Kirk Douglas et le chef d'orchestre Zubin Mehta en 2011.

En 2006, il publie à quatre-vingt-dix ans le dernier tome de son autobiographie, Let's face it: Ninety years of Living, Loving, and Learning. Il y parle de l'équilibre et de la quiétude avec laquelle il aborde désormais l'existence et parle pour la première fois de la disparition tragique par overdose de son plus jeune fils, Eric.
En 2012, il publie I Am Spartacus ! : Making a Film, Breaking the Blacklist, récit de l'élaboration puis du tournage du film réalisé par Stanley Kubrick, mais qui est en fait, de bout en bout, le projet de Kirk Douglas. Le livre se situe dans le contexte de la fin du maccarthysme, ce qui en fait aussi un témoignage sur le contexte politique de l'époque. La préface du livre a été écrite par l'acteur George Clooney.

## Distinctions

### Récompenses et nominations

#### Oscars
- 1950 : nomination à l'Oscar du meilleur acteur pour Le Champion[47] ;
- 1953 : nomination à l'Oscar du meilleur acteur pour Les Ensorcelés[48] ;
- 1957 : nomination à l'Oscar du meilleur acteur pour La Vie passionnée de Vincent van Gogh[49] ;
- 1996 : Oscar d'honneur « pour 50 ans de force créative et morale dans la communauté cinématographique »[50].

#### Golden Globes
- 1952 : nomination au Golden Globe du meilleur acteur dans un film dramatique pour Histoire de détective ;
- 1957 : Golden Globe du meilleur acteur dans un film dramatique pour La Vie passionnée de Vincent van Gogh ;
- 1968 : Cecil B. DeMille Award pour l'ensemble de sa carrière ;
- 1986 : nomination au Golden Globe du meilleur acteur dans une mini-série ou un téléfilm pour Amos.

#### Primetime Emmy Awards
- Primetime Emmy Awards 1986 : nomination à l'Emmy Award du meilleur acteur dans une mini-série ou un téléfilm pour Amos (1985) ;
- Primetime Emmy Awards 1992 : nomination à l'Emmy Award du meilleur acteur dans une série télévisée dramatique pour Les Contes de la crypte (1992) ;
- Primetime Emmy Awards 2000 : nomination à l'Emmy Award du meilleur acteur invité dans une série télévisée dramatique pour Les Anges du bonheur (2000).

#### Festival international du film de Berlin
- Festival international du film de Berlin 1975 : nomination pour l'Ours d'or du meilleur film pour La Brigade du Texas ;
- Festival international du film de Berlin 2001 : Ours d'or honoraire[51],[52].

#### Festival international de San Sebastián
- 1958 : Meilleur acteur pour Les Vikings.

#### New York Film Critics Circle Award
- 1956 : Meilleur acteur pour La Vie passionnée de Vincent van Gogh.

#### Césars du cinéma
- 1980 : César d'honneur pour l'ensemble de sa carrière.

### Décoration
En 1985, Kirk Douglas est fait chevalier de la Légion d'honneur par Jack Lang, ministre de la Culture français.

### Hommages

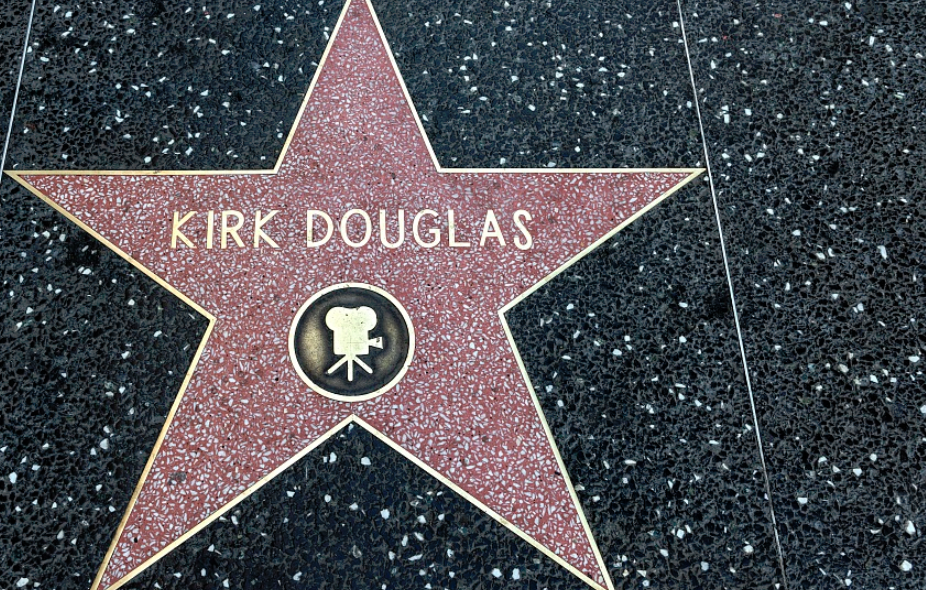
Étoile de Kirk Douglas sur le Hollywood Walk of Fame.

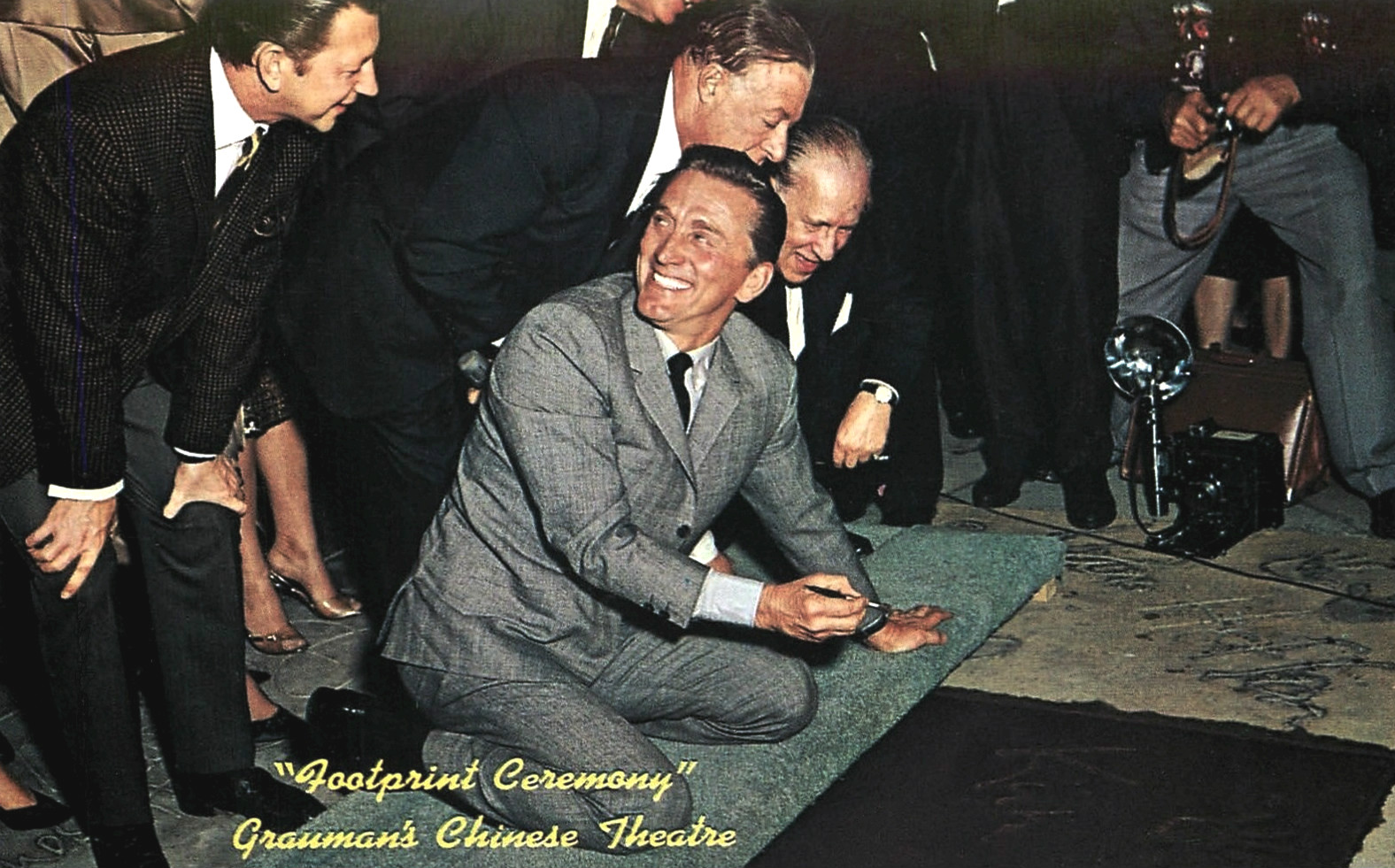
Kirk Douglas apposant ses marques lors de la cérémonie du Grauman's Chinese Theatre, le 1 novembre 1962.

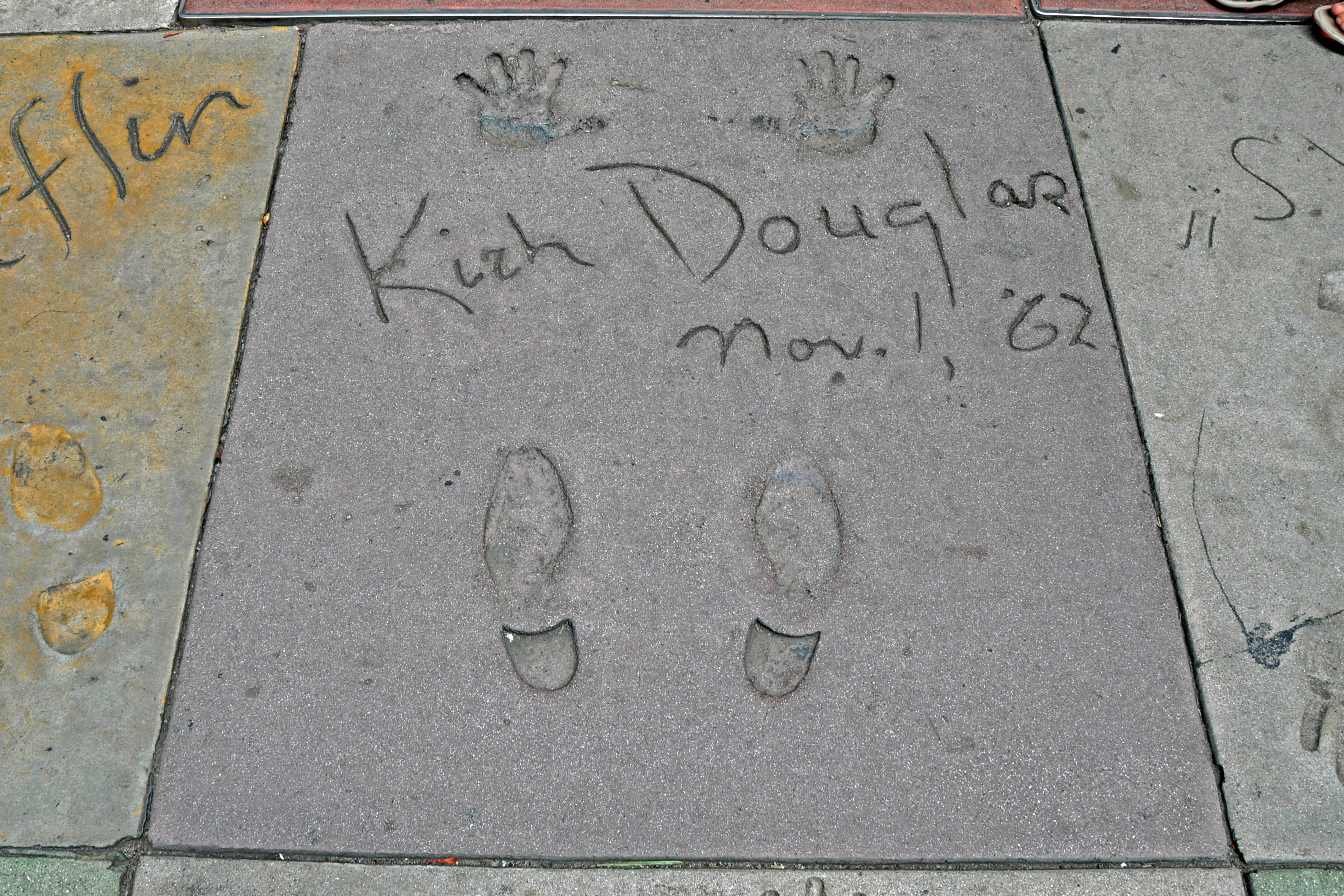
Les marques de Kirk Douglas au Grauman's Chinese Theatre.

Le festival du film américain de Deauville lui rend un hommage en 1978 et 1999.
Il reçoit en 1981 la médaille présidentielle de la Liberté.
Souvent nommé aux Oscars, Kirk Douglas n'a jamais reçu la statuette du meilleur acteur ; en 1996, il est honoré d'un Oscar d'honneur pour l'ensemble de sa carrière.
Toujours en 1996, il reçoit le prix Carl Foreman par la fondation du cinéma américain.
Pour l'ensemble de sa carrière, il est récompensé par le National Board Of Review en 1988 et par l'American Film Institute (AFI) en 1991. La Convention ShoWest lui attribue quant à elle un prix honorifique en 1994. En 1997, c'est au tour du festival de cinéma de Hollywood de le récompenser. En 1999, la Guilde des Acteurs de cinéma le récompense d'un Screen Actors Guild Life Achievement Award.
En 2001, il reçoit le prix Milestone au prix PGA L'Orel d'or[réf. nécessaire] ; la même année, il est récompensé par le festival de cinéma de Wine Country et par celui de Berlin.
L'astéroïde (19578) Kirkdouglas est nommé en son honneur.

## Voix françaises
En France, Roger Rudel fut la voix régulière de Kirk Douglas pendant plus de 50 ans. Il y eut aussi d'autres comédiens comme Michel Gatineau, Raymond Loyer ou encore Marc Cassot qui ont doublé l'acteur de manière plus occasionnelle.

## Dans la culture populaire

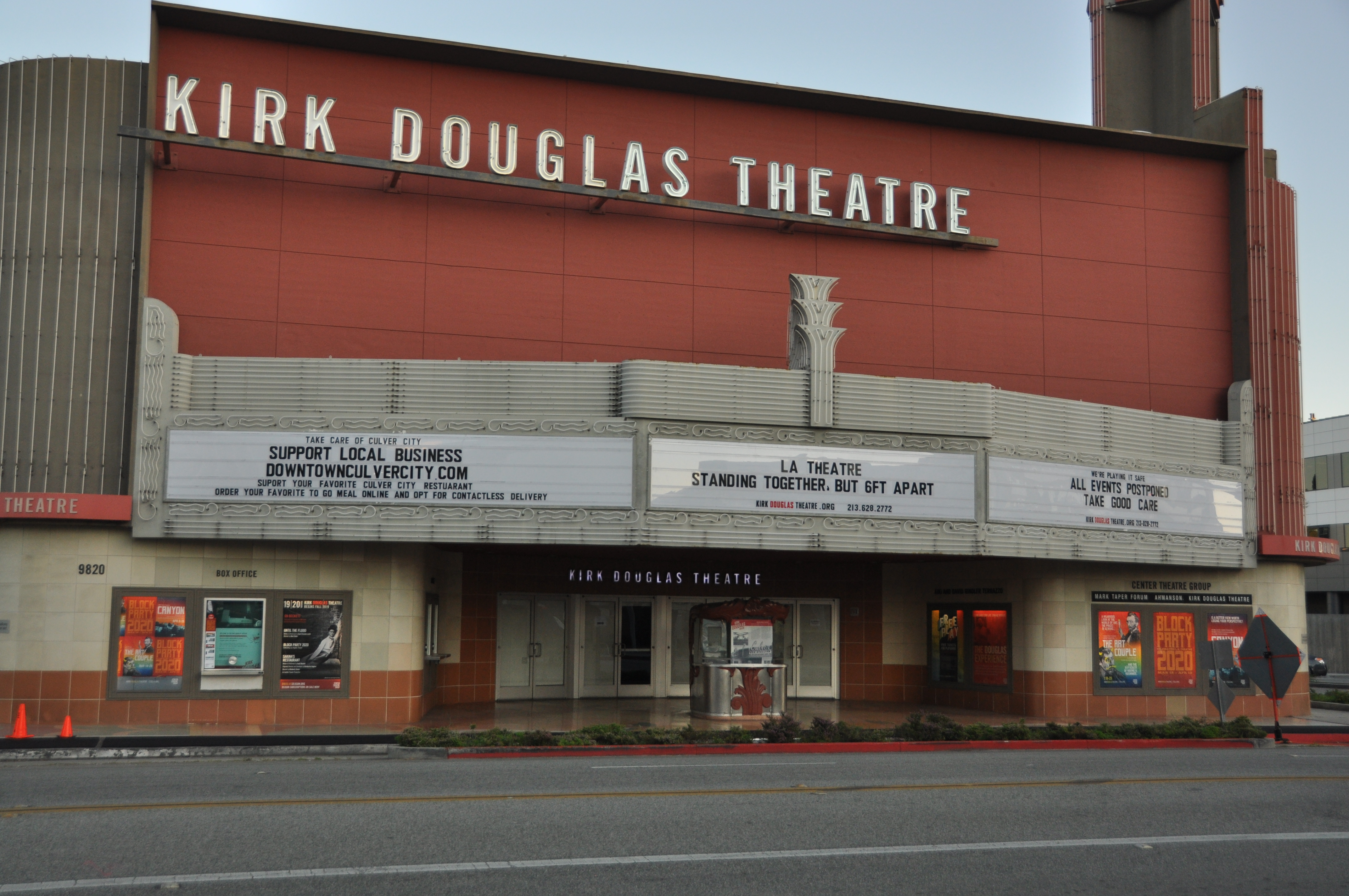
Théâtre Kirk Douglas à Culver City (Los Angeles).

Dans la série de bande dessinée Astérix, Kirk Douglas a été représenté sous le nom de « Spartakis » (pastiche de son rôle dans Spartacus) dans l'album « La Galère d’Obélix ». Dans une adaptation pour les enfants du Voyage d'Ulysse (d'après Homère), publiée en 2019, l'auteur Patrice Cartier a nommé un des personnages Kirdouklès, en hommage à l'acteur qui incarnait Ulysse dans le film éponyme de Mario Camerini, sorti en 1954. Dans le film biographique Dalton Trumbo sorti en 2015, Kirk Douglas est interprété par l'acteur Dean O'Gorman.